# San Leonardo in Passiria
San Leonardo in Passiria, németül: Sankt Leonhard in Passeier, röviden St. Leonhard, település Olaszországban, Bolzano autonóm megyében. Lakosainak száma 3614 fő (2023. január 1.). San Leonardo in Passiria Moso in Passiria, Racines, Rifiano, San Martino in Passiria, Sarentino és Scena községekkel határos.

## Népesség
A település népességének változása:
| Lakosok száma | 3582 | 3551 | 3552 | 3614 |
|               | 2015 | 2017 | 2018 | 2023 |